# Мгар
Мгар — село в Україні, у Лубенській громаді Лубенського району Полтавської області. Населення становить 458 осіб.

## Географія
Село Мгар знаходиться на правому березі річки Сула, вище за течією на відстані 2,5 км розташовано село Луки, нижче за течією на відстані 1 км розташовано місто Лубни, на протилежному березі — село Піски. Річка в цьому місці звивиста, утворює лимани, стариці та заболочені озера. Поруч проходить автомобільна дорога М03.

## Історія
Вперше в історичних джерелах згадується у першій половині 17 ст. 1624 р. Тоді хутор Мгарський відданий лубенським старостою в посесію Ісаї Копинському.
В період Гетьманщини село входило до Лубенської першої сотні Лубенського полку.
Універсалом І. С. Мазепи 1687 р. село віддане у володіння Іпатію Горбачевському, ігумену Мгарського монастиря, що було підтверджено 1717 р. універсалом гетьмана І. Скоропадського.
1781 р. Мгар включено до Лубенського повіту Київського намісництва. З 1796 р. Мгар у складі Малоросійської губернії, з 1802 р. — Полтавської губернії.
У січні 1918 р. розпочалась радянська окупація.
У 1966 році в селі знімали епізоди до фільму "Весілля в Малинівці", адже роль монастиря, у якому розміщувалась банда отамана Грицияна Таврійського, виконала Афанасіївська (Благовіщенська) церква на території Спасо-Преображенського Мгарського монастиря.
12 червня 2020 року, відповідно до розпорядження Кабінету Міністрів України № 721-р «Про визначення адміністративних центрів та затвердження територій територіальних громад Полтавської області», село увійшло до складу Лубенської міської громади.
19 липня 2020 року, в результаті адміністративно - територіальної реформи та ліквідації Лубенського району(1923-2020), село увійшло до складу новоутвореного Лубенського району.

## Політика

### Парламентські вибори, 2019
На позачергових парламентських виборах 2019 року у селі функціонувала окрема виборча дільниця № 530504, розташована у приміщенні клубу.
Результати
- зареєстровано 312 виборців, явка 63,78%, найбільше голосів віддано за «Слугу народу» — 48,98%, за «Опозиційну платформу — За життя» — 13,78%, за Радикальну партію Олега Ляшка — 8,16%.[5] В одномандатному окрузі найбільше голосів отримав Фахраддін Мухтаров (самовисування) — 41,27%, за Анастасію Ляшенко (Слуга народу) — 14,29%, за Олексія Баганця (Всеукраїнське об'єднання «Батьківщина») — 9,52%[6].

## Економіка
- Молочно-товарна ферма
- ООО «Карпати»

## Населення
Згідно з переписом УРСР 1989 року чисельність наявного населення села становила 454 особи, з яких 177 чоловіків та 277 жінок.
За переписом населення України 2001 року в селі мешкало 460 осіб.

### Мова
Розподіл населення за рідною мовою за даними перепису 2001 року:
| Мова       | Відсоток |
| ---------- | -------- |
| українська | 96,29 %  |
| російська  | 3,49 %   |
| інші       | 0,22 %   |

## Соціальна сфера
- Клуб

## Пам'ятки
- Мгарський Спасо-Преображенський монастир
- Курган скорботи
- Мгарська Дача (пам'ятка природи)

## Відомі люди

### Народилися
- Панченко Петро Пантелеймонович (1928—2016) — український історик.
- Мардар Ганна Іванівна (1941—2014) — доктор медичних наук.
- Груба Григорій Іванович (1954) — народний депутат України, член Партії регіонів.